# Klein Seminarie Roeselare
Het Klein Seminarie is een katholiek college in de Belgische stad Roeselare. Het werd in 1806 opgericht en is een van de oudste colleges van Vlaanderen. Het Klein Seminarie is gelegen op dezelfde campus als het Vabi. De school maakt deel uit van Scholengroep Sint-Michiel.

## Geschiedenis
In de 17de eeuw werd op de plaats van een oud hospitaal aan de oever van de Mandel een augustijnenklooster opgericht. 

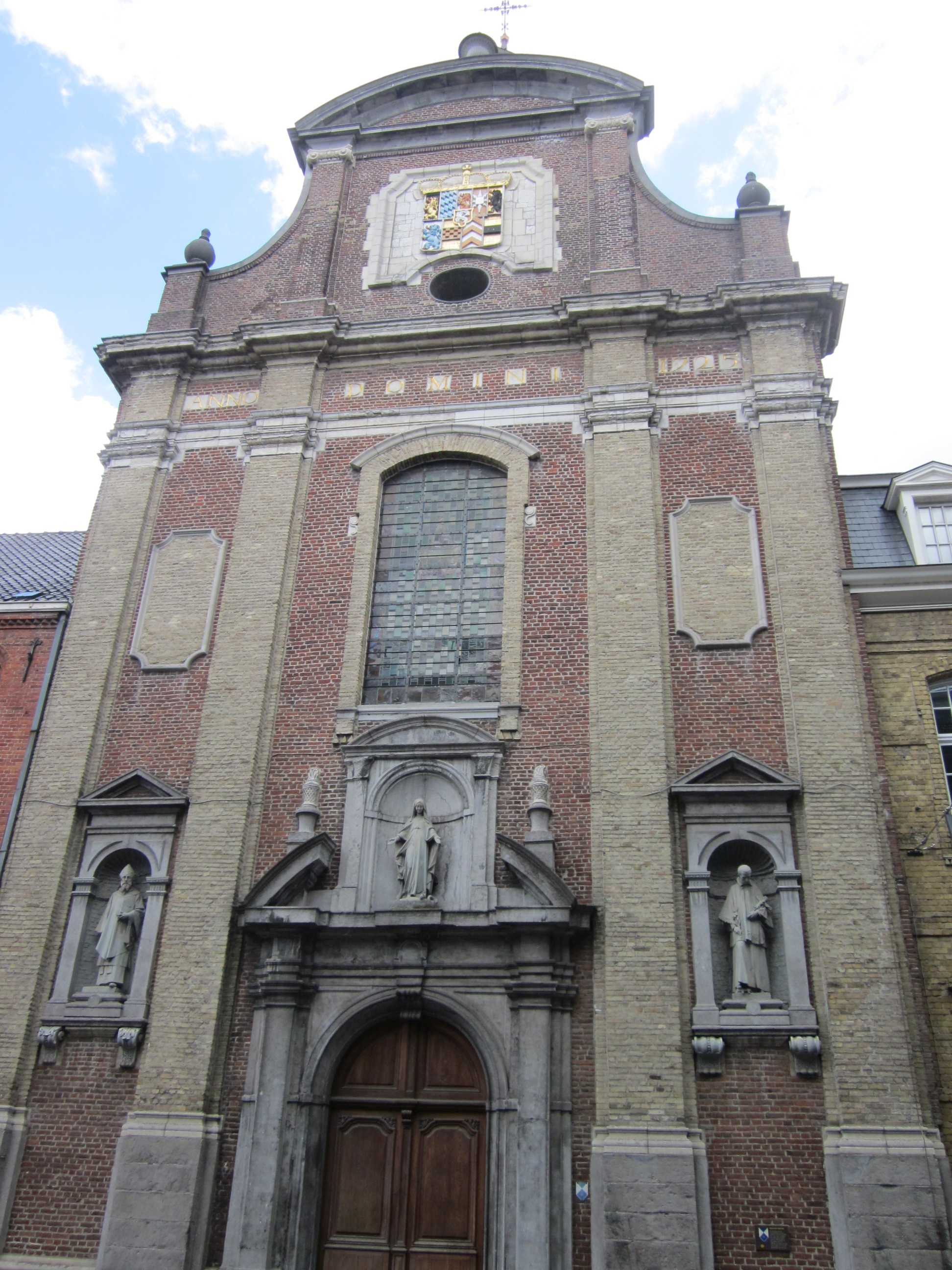
Augustijnenkerk

 Onder invloed van Napoleon werden de Augustijnen allerlei beperkingen opgelegd en uiteindelijk moesten zij in 1797 hun klooster verlaten. Toen Napoleon de Kerk wat meer vrijheid gaf besloot de Gentse bisschop Mgr. Fallot de Beaumont een kleinseminarie op te richten in het verlaten augustijnenklooster. Het Klein Seminarie opende voor het eerst zijn deuren op 27 mei 1806.
Op 28 juli 1875 leidde Albrecht Rodenbach een opstand aan het Klein Seminarie tegen het gebruik van het Frans in het onderwijs. Dit protest werd bekend onder de naam De Groote Stooringe.
In 1928 werd de jeugdbeweging KSA in het Klein Seminarie gesticht door Karel Dubois.
Sinds 1996 kunnen ook meisjes zich inschrijven in het Klein Seminarie.
In 2006 werd, naar aanleiding van de 200e verjaardag van het Klein Seminarie, Dwars over de Mandel georganiseerd, een loopwedstrijd voor het goede doel. Deze stratenloop doorheen het centrum van Roeselare wordt sindsdien jaarlijks georganiseerd.

## Gebouw
Het complex bestaat uit een kloosterpand, een kerk, een eet- en slaapzaal (1816) met op zolder nog enkele originele chambrettes, een neogotisch schoolgebouw (1904-1905), een landbouwschool (1922) en diverse recentere klaslokalen. Het geheel ligt over de -hier overkluisde- Mandel.
De kern van het voormalig kloosterpand van de Augustijnen is 17e-eeuws. In 1854 werd het pand verbouwd, maar in 1918 brandde het, als gevolg van oorlogshandelingen, vrijwel volledig af. Slechts de muren en de gewelven bleven overeind. In 1920 werd het gerestaureerd.
Het betreft een groot U-vormig complex van twee bouwlagen, onder mansardedak. Het interieur van het gebouw, waaronder de overwelfde kloostergangen die teruggaan tot de 17e eeuw.
Het kloostergebouw is nu in gebruik bij de directie en het secretariaat van het Klein Seminarie.
Tot het complex behoort ook de Augustijnenkerk.
In het plantsoen bij de eet- en slaapzaal vindt men een Mariabeeld (1946), een monument voor missionaris Constant Lievens en een borstbeeld van oud-leraar Guido Gezelle.

## Bekende oud-leerlingen
- Felix de Mûelenaere (1793-1862)

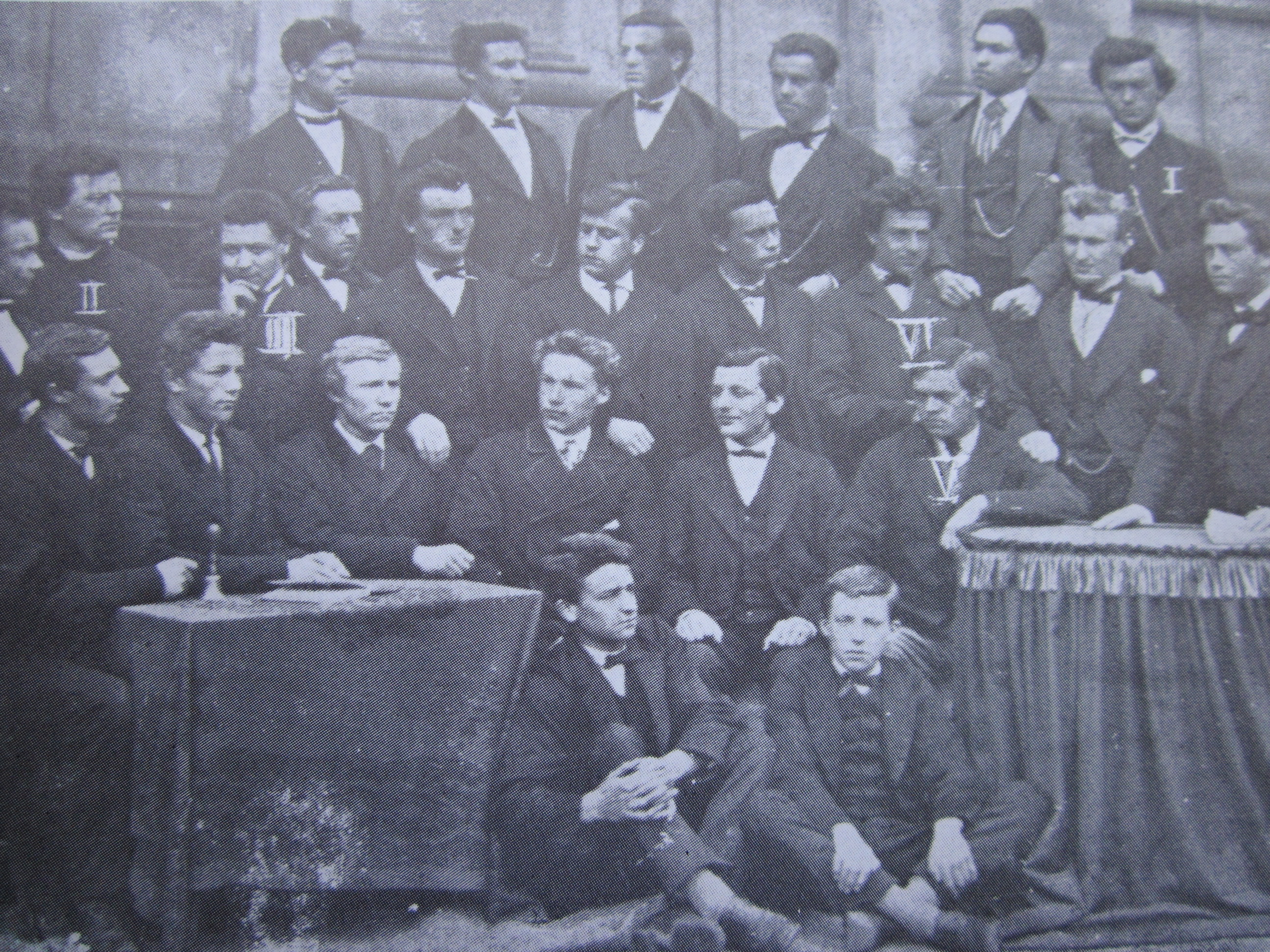
De "wonderklasse" 1875/76 onder leiding van Hugo Verriest (II), met o.a. Julius Devos (I), Albrecht Rodenbach (III), Kamiel Watteeuw (V) en Constant Lievens (VI)

- Angelus August Eugeen Angillis (1830-1870)
- Guido Gezelle (1830-1899)
- Karel De Gheldere (1839-1913)
- Eduard Van den Bussche (1840-1858)
- Eugeen Van Oye (1840-1926)
- Pieter Busschaert (1840-1892)
- Hugo Verriest (1840-1922)
- Edward De Gryse (1848-1909)
- Placide Bernardus Haghebaert (1849-1905)
- Amaat Vyncke (1850-1888)
- Constant Lievens (1856-1893)
- Albrecht Rodenbach (1856-1880)
- Edward Vermeulen (1861-1934)
- Omer Karel De Laey (1876-1909)
- Cyriel Verschaeve (1874-1949)
- Juul Callewaert (1886-1964)
- Hendrik Demoen (1895-1969)
- Reimond Tollenaere (1909-1942)
- Honore Loones (1910-1981)
- Renaat Van Elslande (1916-2000)
- Paul Byttebier (1923-2016)
- Frans Neirynck (1927-2012)
- Geert Vanallemeersch (1934-2001)
- Mik Babylon (1935-2006)
- Emmanuel Gerard (1952)
- Dirk Vandewalle (1953)
- Filip Watteeuw (1962)
- Hans Kluge (1968)
- Carll Cneut (1969)
- Brecht Vermeulen (1969)
- Tom Meeuws (1970)
- Nick Vandendriessche (1970)
- Kris Declercq (1972)
- Louis Ide (1973)
- Maarten Boudry (1984)
- Tom Vandenkendelaere (1984)

## Bekende oud-leraren
- Leo de Foere (1787-1851)
- Domien Cracco (1790-1860)

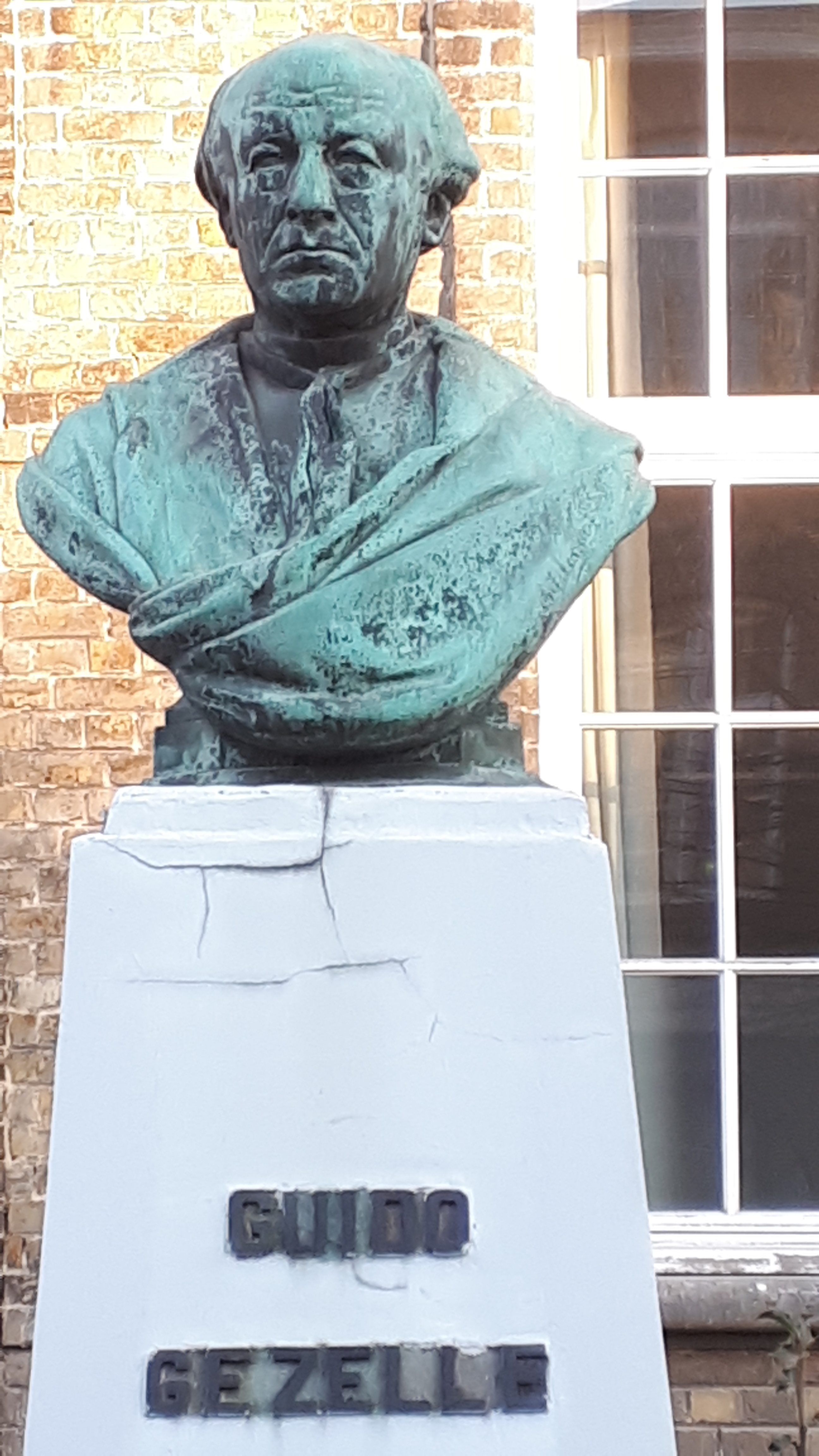
Borstbeeld Gezelle in de tuin van het Kleinseminarie

- Jean-Baptiste De Corte (1811-1873)
- Guido Gezelle (1830-1899)
- Gustaaf Hendrik Flamen (1837-1920)
- Hugo Verriest (1840-1922)
- Jozef Axters (1850-1913)